# 魔法少女愛2
《魔法少女爱2》是Colors公司于2002年9月27日发售的18禁游戏。《魔法少女愛》的续作，2008年12月19日發售續作《魔法少女愛參》。

## 故事
故事发生在前作之后三年。除了前作的角色，还增加了新的魔法战士「凛」和补习班同学「望月紫」。

## 登场人物
冈岛秋俊
主人公。高考落榜后寄宿公寓。与アイ是恋人，但记忆被アイ封印。与前作一样，对失忆魔法存在抗性，目睹凛的战斗后，凛就住在他家监视他。
加贺野爱（声：阿谷ほのか）
异界的魔法战士，虽然在前作封印了秋俊的记忆，但仍爱慕着他。依旧沉默寡言，但不再冷冰冰的了。还是喜欢可爱玩偶和甜食。内心羡慕能公开与秋俊交往的凛。
凛（声：笠原准）
新战士，住在秋俊家监视他。因实战经验不足而自卑。相较愛更娇小。
美格（声：瀬野摩紀）
爱的前辈魔法战士。与温厚善良的大姐性格相反，被称为“鬼神”，有着巨大的战斗力。秋俊公寓管理员。
宫广美景（声：白井绫乃）
是前作秋俊的原同学，现作成为大学生。对秋俊怀有爱慕。在一家制药公司兼职。
望月紫（声：野上 奈々）
是秋俊的补习学校朋友,不过是高中3年级。偷偷喜欢秋俊。
辛
异界的炼金术士逃犯。企图控制人类世界。美格的旧男友。与美格的妹妹麻由在一起。
麻由（声：野上 奈々）
曾是异界的魔法少女战士，美格的妹妹。因为16年前的事件而死，后被辛复活。被幼稚的感情驱动进行着破坏。
琉璃男
美景工作的制药公司老板。